# Paul Jacobsthal
Paul Jacobsthal (* 23. Februar 1880 in Berlin; † 27. Oktober 1957 in Oxford) war ein deutscher Archäologe, der sich als Klassischer Archäologe insbesondere um die Verbindung mit der Prähistorischen Archäologie, aber auch bei der Erforschung antiker griechischer Keramik Verdienste erworben hat.

## Leben und Werk
Paul Jacobsthal wurde als Sohn des Arztes Sanitätsrates Martin Jacobsthal (1850–1912) geboren; sein jüngerer Bruder war der Mathematiker Ernst Jacobsthal. Er studierte an der Universität Berlin, der Universität Göttingen und der Universität Bonn. Zu seinen Lehrern gehörten unter anderem die Altphilologen Ulrich von Wilamowitz-Moellendorff und Friedrich Leo. Schon in der Studienzeit entstanden enge Freundschaften mit Ernst Pfuhl, Paul Friedländer und später auch mit Richard Delbrueck und Herbert Koch. Stefan George beeinflusste ihn in der Nutzung der Sprache und der Haltung. In Bonn wurde Jacobsthal 1906 bei Georg Loeschcke mit einer Arbeit zum Thema Der Blitz in der orientalischen und griechischen Kunst promoviert. Mit Hilfe des Reisestipendiums des Deutschen Archäologischen Instituts konnte er 1906/07 den Mittelmeerraum bereisen. Auf der Reise fand Jacobsthal mehrere neue Inschriften, die er später mit Wilamowitz-Moellendorff veröffentlichte. In Pergamon nahm er an den Ausgrabungen teil, wo er in den Hügeln der Kaïkosebene frühhellenische Gräber fand und später publizierte.
Nach seiner Rückkehr wurde Jacobsthal 1907 Assistent von Gustav Körte in Göttingen, wo er sich 1909 mit der Arbeit Theseus auf dem Meeresgrunde habilitierte. Mit dem Katalog der Göttinger Vasen legte er 1912 eine erste bedeutende Arbeit auf dem Gebiet der Vasenforschung vor. Die Rezeption von John D. Beazley war der Beginn einer lebenslangen Verbindung. Noch im selben Jahr wurde Jacobsthal auf das archäologische Ordinariat an der Universität Marburg berufen. Unter seiner Leitung wurde es erstklassig ausgestattet. 1920 wurde eine prähistorische Abteilung angegliedert, woraus auf Jacobsthals Betreiben 1927 das erste Ordinariat für Prähistorische Archäologie in Deutschland entstand. 1915 heiratete Jacobsthal Auguste Bräuning, die Tochter des Pfarrers der reformierten Gemeinde in Potsdam. Aufgrund der nationalsozialistischen Rassengesetze musste Jacobsthal 1935 seinen Lehrstuhl aufgeben und emigrieren. Im Jahr 1937 wurde er Lecturer am Christ Church College in Oxford. 1940 wurde er im Hutchinson Internment Camp inhaftiert. Zwischen 1947 und 1950 war er in Oxford University Reader für keltische Archäologie.
Jacobsthal gilt neben seinem Lehrer Loeschcke als Archäologe, der den gesamten Zeitraum von den Grundlagen der antiken Welt im alten Orient bis zur Spätantike überschauen konnte und sowohl zur genauen Einzelstudie wie auch zur großen Synthese fähig war. Mit seinen Freunden und Lehrern gehörte er zu einer Gruppe von Wissenschaftlern, die, statt Einzelaspekte immer wieder neu zu diskutieren, ganze Denkmälergruppen im vollen Umfang bearbeiteten und publizierten. So entstanden Jacobsthals Schriften Ornamente griechischer Vasen (1927) und Die Melischen Reliefs (1930) sowie die gemeinsam mit Beazley herausgegebenen Reihen Bilder griechischer Vasen und Oxford Classical Archaeology (ab 1947). Große Bewunderung hegte er für Ernst Buschor, stand aber Beazley und dessen dichterischer Kraft näher.
Von besonderer Bedeutung ist Jacobsthal bei der Verbindung zwischen Klassischer und Prähistorischer Archäologie. Er untersuchte etwa mit Eduard Neuffer den Import und den daraus resultierenden Einfluss griechischer Produkte in der Provence, aber auch mit Alexander Langsdorff 1929 Die Bronzeschnabelkannen. Er gehört damit zu den ersten Forschern, die den hohen Stand der frühen keltischen Kunst würdigten. 1944 erschien seine Schrift Early Celtic Art, die zu seinen wichtigsten Arbeiten gehört. Hier zeigte Jacobsthal, wie die Kelten klassisch-antike Vorbilder aufgegriffen hatten, sie aber zugleich dämonisierten. Wichtig waren auch seine Forschungen zur künstlerischen Herkunft der keltischen Monumentalplastik. In seinem letzten wichtigen Buch, Greek Pins and their Connections with Europe and Asia, zeigte er die Bedeutung des Schmuckes für die Erforschung der Beziehungen zwischen den verschiedenen Nachbarvölkern und wie man diese Forschungen mit dem Sammeln, Ordnen und Herausgeben des Denkmalbestandes verbinden kann.
Jacobsthal war ordentliches Mitglied des Deutschen Archäologischen Instituts, Ehrenmitglied der Society of Antiquaries und korrespondierendes Mitglied der British Academy.